# Tuzex

Логотип Tuzex

Tuzex (от чеш. tuzemský export — «внутренний экспорт») — сеть государственных магазинов, существовавшая в Чехословакии с 1957 по 1992 год. В магазинах не принималась чехословацкая крона — все покупки осуществлялись на ваучеры, покупаемые за иностранную валюту. В продаже были предметы роскоши: товары, находившиеся в дефиците, в частности — иностранные товары. Ваучеры Tuzex использовались жителями Чехословакии в качестве альтернативной неофициальной валюты.

## История

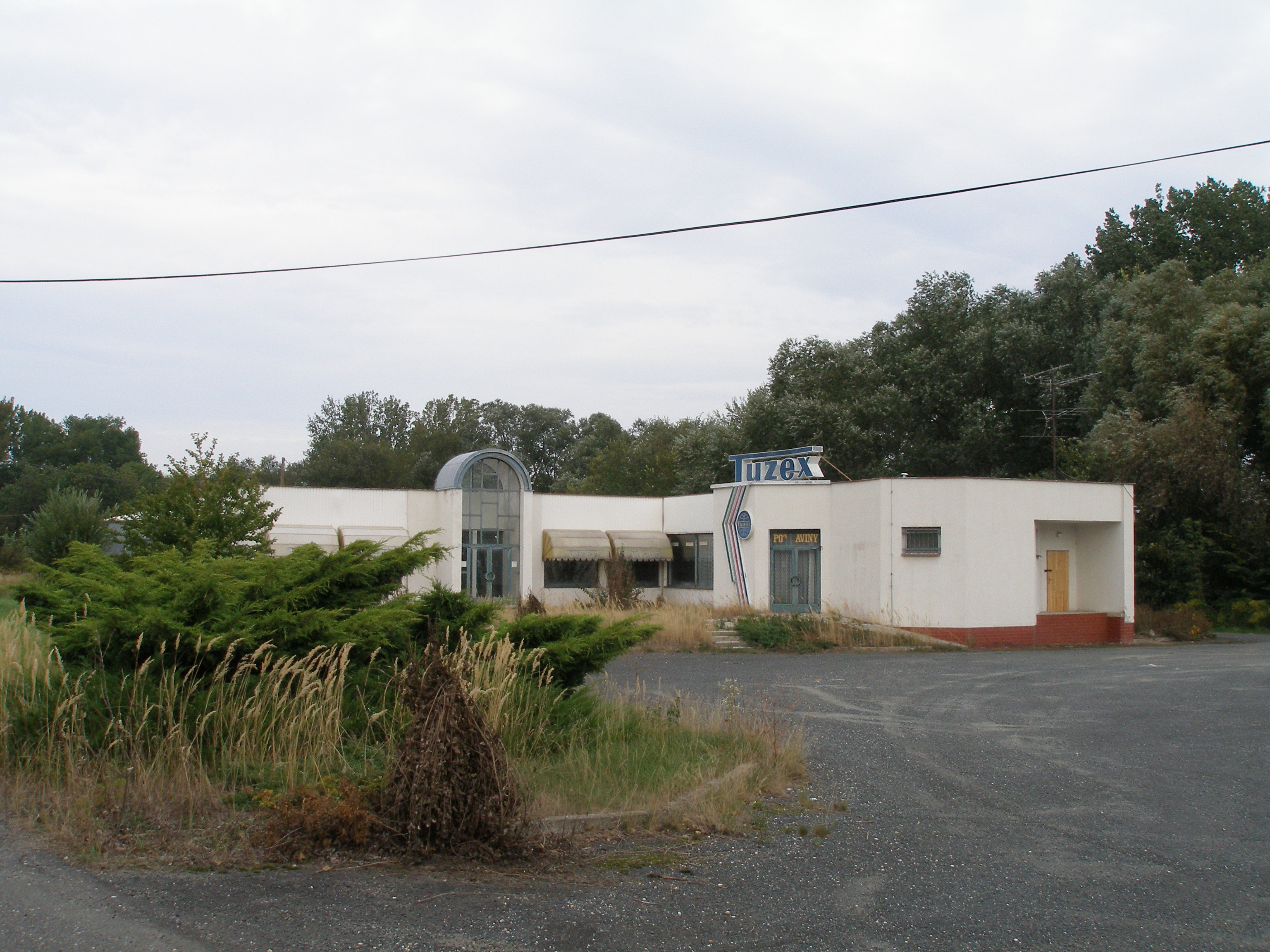
Бывший магазин Tuzex

Чехословацкая крона не являлась твёрдой валютой, и, в частности, не была доступной для обмена на другие валюты за пределами страны. В 1948 году, по аналогии с советскими магазинами Торгсина, была развёрнута сеть магазинов под названием Darex для продажи товаров иностранцам исключительно за иностранную (твёрдую) валюту. Позднее эти магазины стали доступными и для местных жителей, но по-прежнему не принимали кроны. В 1950 году, для ускорения операций и борьбы с мошенничеством, иностранные валюты стали сначала конвертироваться в ваучеры Darex, стоимость которых измерялась кронами.
В 1957 году был основан Tuzex с целью привлечения конвертируемых иностранных валют в страну — как напрямую от иностранцев, посещавших Чехословакию, так и от чехословацких граждан или их родственников, работавших за границей, которые получили возможность присылать валюту друзьям или семье. В отличие от ваучеров Darex, новые ваучеры не могли быть повторно обменены на иностранную валюту и действовали ограниченное время. Государство предлагало обменять неиспользованные ваучеры на обычную валюту по курсу две чехословацкие кроны за одну крону Tuzex, что было в несколько раз ниже их реальной покупательной стоимости.
Первый магазин Tuzex был открыт в Праге, следующий — в Братиславе. В 1961 году функционировало 14 магазинов, а к 1988 году их число возросло до 170.
Возможность купить недоступные другими способами предметы роскоши привела к бурному росту серого рынка (официально запрещённого, но допускаемого), на котором можно было купить ваучеры Tuzex с огромной наценкой — обычно курс составлял порядка 5 к 1. Ваучеры Darex и Tuzex просторечиво назывались бонами (чеш. bony). Фарцовщики, продающие или покупающие их на улицах, говорили bony a klid (с чеш. — «боны и покой», то есть, «имея боны, будь спокоен») с отсылкой к Бонни и Клайду. В 1987 году вышел одноимённый фильм «Боны и покой».
После Бархатной революции 1989 года и сопутствующей реформации страны граждане получили возможность свободно перемещаться за границу и легально использовать другие валюты. Вдобавок была усилена национальная экономика и увеличен импорт из других стран. Всё это привело к уменьшению продаж в Tuzex. 30 июня 1992 года продажа ваучеров была прекращена.
Помимо управления магазинами, корпорация Tuzex вела деятельность в других странах для продажи чехословацких товаров и получения иностранных товаров для магазинов. Эта деятельность продолжилась некоторое время после закрытия магазинов в 1992 году, пока не были завершены все контракты и ликвидированы активы.

## Ваучеры Tuzex

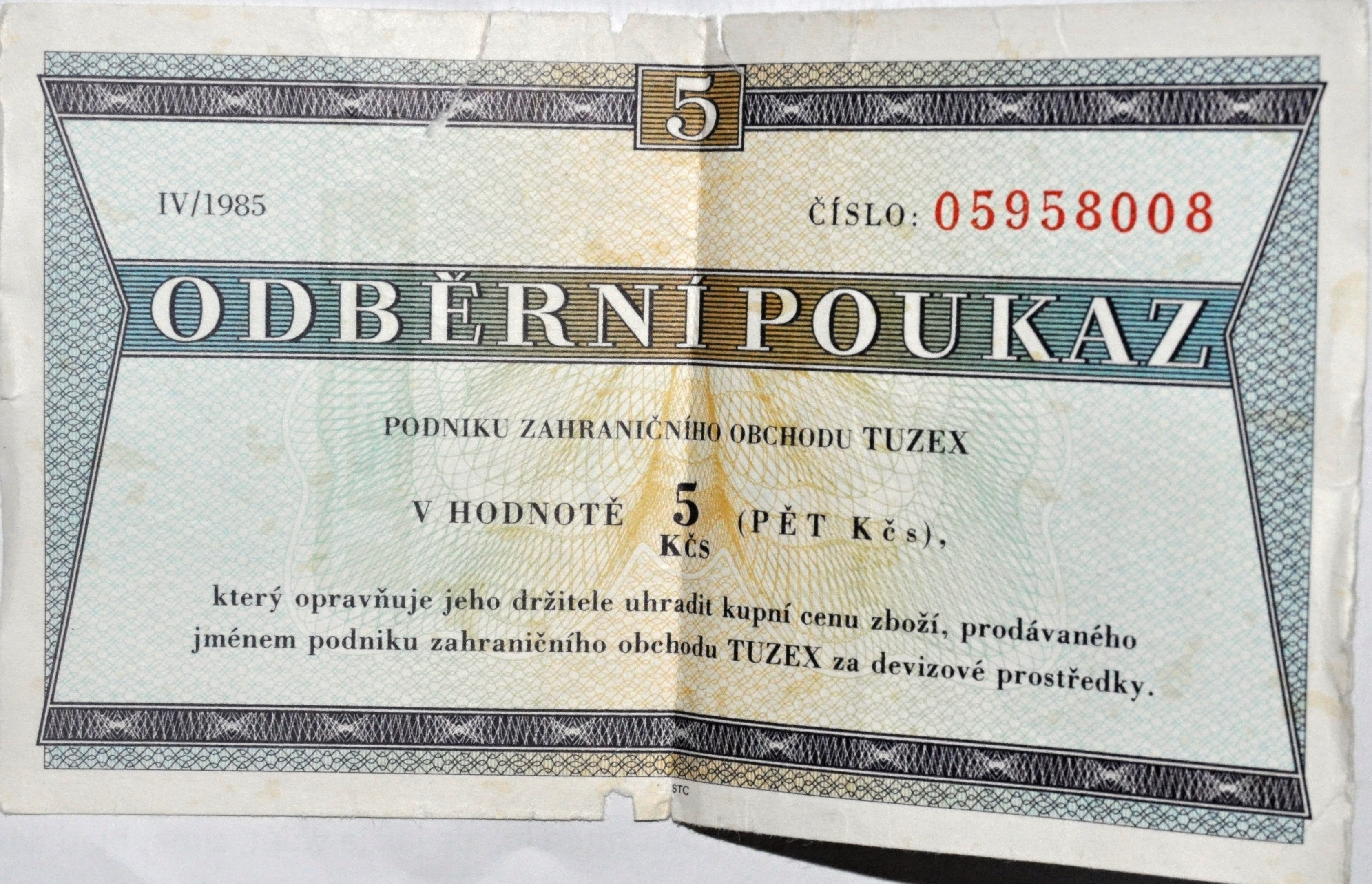
Пятикронный ваучер Tuzex

Ваучеры Tuzex изначально были выпущены в купюрах по 1, 5, 10, 20, 50 и 100 крон, позднее появились купюры по 500 крон. В 1958 году был выпущен ваучер стоимостью 71.50 крон, который обменивался на 10 долларов США. Также выпускались ваучеры, используемые для покупки иностранцами горючего. В 1988 году была выпущена первая чехословацкая карта оплаты, позволявшая проводить безналичный расчёт при покупке в магазинах Tuzex.

## Товары

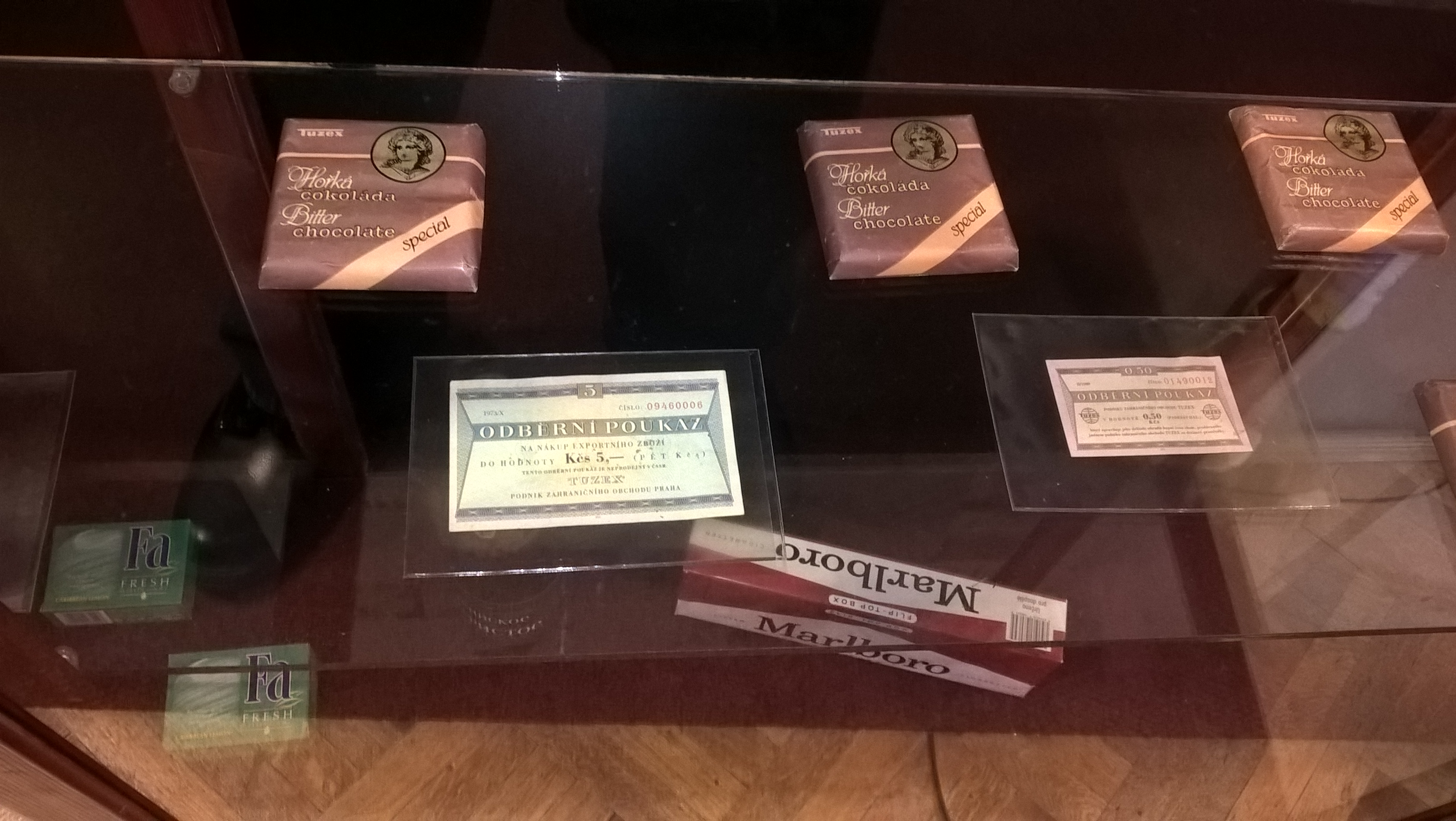
Витрина с товарами Tuzex в Музее коммунизма

Изначально Tuzex торговал чехословацкой продукцией экспортного качества (например, качественным шоколадом и алкоголем), по ценам, рассчитанным на иностранцев, и некоторыми видами западной продукции, например, сигаретами. Важным социальным элементом стала качественная и стильная одежда, продаваемая в Tuzex: для многих людей она была показателем успеха. Примером такой одежды были джинсы (первый появившийся бренд — итальянский Rifle, продаваемый в Tuzex с 1968 года), ставшие воплощением западного или «техаского» стиля. Также спросом пользовались бытовая техника и автомобили: в отличие от отечественных товаров, для покупки которых приходилось подолгу — иногда годами — ждать своей очереди, товары Tuzex становились доступными сразу после покупки.
В 1988 году Tuzex располагал 170 магазинами, продающими товаров на 250 миллионов долларов США в год. Две трети ассортимента составляли импортные западные товары, одну треть — чехословацкие товары экспортного качества.